# Iceland International 2002
Die Iceland International 2002 im Badminton fanden vom 15. bis zum 17. November 2002 in Reykjavík statt.

## Sieger und Platzierte
| Disziplin    | Gold                              | Silber                               | Bronze                                  |
| ------------ | --------------------------------- | ------------------------------------ | --------------------------------------- |
| Herreneinzel | Bobby Milroy                      | Jan Fröhlich                         | Jürgen Koch                             |
| Herreneinzel | Bobby Milroy                      | Jan Fröhlich                         | Tómas Viborg                            |
| Dameneinzel  | Petya Nedelcheva                  | Susan Hughes                         | Ragna Ingólfsdóttir                     |
| Dameneinzel  | Petya Nedelcheva                  | Susan Hughes                         | Nina Weckström                          |
| Herrendoppel | Dennis S. Jensen Peter Steffensen | Michael Christensen Bo Rafn          | Helgi Jóhannesson Sveinn Sölvason       |
| Herrendoppel | Dennis S. Jensen Peter Steffensen | Michael Christensen Bo Rafn          | Magnús Ingi Helgason Njörður Ludvigsson |
| Damendoppel  | Yuan Wemyss Kirsteen McEwan       | Katrín Atladóttir Drífa Harðardóttir | Kati Tolmoff Katerina Zvereva           |
| Damendoppel  | Yuan Wemyss Kirsteen McEwan       | Katrín Atladóttir Drífa Harðardóttir | Stine Borgstrøm Karina Sørensen         |
| Mixed        | Peter Steffensen Karina Sørensen  | Dennis S. Jensen Stine Borgstrøm     | Graeme Smith Kirsteen McEwan            |
| Mixed        | Peter Steffensen Karina Sørensen  | Dennis S. Jensen Stine Borgstrøm     | Njörður Ludvigsson Vigdís Ásgeirsdóttir |

## Finalergebnisse
| Disziplin    | Sieger                            | Finalist                             | Ergebnis     |
| ------------ | --------------------------------- | ------------------------------------ | ------------ |
| Herreneinzel | Bobby Milroy                      | Jan Fröhlich                         | 15–13, 15–12 |
| Dameneinzel  | Petya Nedelcheva                  | Susan Hughes                         | 11–3, 11–3   |
| Herrendoppel | Dennis S. Jensen Peter Steffensen | Michael Christensen Bo Rafn          | walkover     |
| Damendoppel  | Yuan Wemyss Kirsteen McEwan       | Katrín Atladóttir Drífa Harðardóttir | 11–3, 11–4   |
| Mixed        | Peter Steffensen Karina Sørensen  | Dennis S. Jensen Stine Borgstrøm     | walkover     |

## Ergebnisse

### Herreneinzel
- Sveinn Sölvason –  Juan Sanudo: 15-5 / 15-6
- Skuli Sigurdsson –  Brynjar Gislasson: 17-14 / 8-15 / 15-4
- Magnús Ingi Helgason –  Roman Zirnwald: 9-15 / 15-6 / 15-12
- Helgi Jóhannesson –  Chris Trenholme: 15-7 / 11-15 / 15-7
- Michael Christensen –  Valdimar Gudmundsson: 15-0 / 15-3
- Daniel Reynisson –  Fridrik Veigar Gudjonsson: 7-15 / 15-8 / 15-10
- Bo Rafn –  Arthur Geir Josefsson: 15-0 / 15-2
- Tómas Viborg –  Graham Simpson: 15-6 / 15-2
- Michael Lahnsteiner –  Valur Thrainsson: 15-9 / 15-7
- Jürgen Koch –  Sveinn Sölvason: 12-15 / 15-5 / 15-11
- Magnús Ingi Helgason –  Skuli Sigurdsson: 15-2 / 15-6
- Jan Fröhlich –  Helgi Jóhannesson: 15-9 / 15-9
- Michael Christensen –  Orri Orn Arnason: 15-2 / 15-4
- Bo Rafn –  Daniel Reynisson: 15-3 / 15-3
- Bobby Milroy –  Njörður Ludvigsson: 15-7 / 15-8
- Tómas Viborg –  Michael Lahnsteiner: 15-2 / 15-2
- Pedro Yang –  Kari Fridriksson: 15-2 / 15-4
- Jürgen Koch –  Magnús Ingi Helgason: 15-12 / 15-3
- Jan Fröhlich –  Michael Christensen: 15-5 / 17-15
- Bobby Milroy –  Bo Rafn: 15-12 / 15-11
- Tómas Viborg –  Pedro Yang: 14-17 / 15-8 / 15-11
- Jan Fröhlich –  Jürgen Koch: 15-9 / 15-6
- Bobby Milroy –  Tómas Viborg: 15-9 / 15-11
- Bobby Milroy –  Jan Fröhlich: 15-13 / 15-2

### Dameneinzel
- Anna Rice –  Halldora Elin Johannsdottir: 11-2 / 11-2
- Fiona Sneddon –  Tinna Helgadóttir: 11-2 / 13-10
- Markéta Koudelková –  Unnur Ylfa Magnusdottir: 11-2 / 11-2
- Line Isberg –  Drífa Harðardóttir: 11-6 / 11-2
- Kati Tolmoff –  Solenn Pasturel: 11-5 / 11-5
- Petya Nedelcheva –  Katrín Atladóttir: 11-4 / 11-2
- Rita Yuan Gao –  Anna Rice: 11-3 / 11-2
- Ragna Ingólfsdóttir –  Simone Prutsch: 11-3 / 11-1
- Fiona Sneddon –  Katerina Zvereva: 11-9 / 12-13 / 11-2
- Markéta Koudelková –  Verena Fastenbauer: 11-4 / 11-7
- Susan Egelstaff –  Line Isberg: 11-1 / 7-11 / 11-6
- Kati Tolmoff –  Sara Jónsdóttir: 11-6 / 11-8
- Nina Weckström –  Thorbjorg Kristinsdottir: 11-3 / 11-0
- Petya Nedelcheva –  Rita Yuan Gao: 11-8 / 11-9
- Ragna Ingólfsdóttir –  Fiona Sneddon: 11-4 / 11-2
- Susan Egelstaff –  Markéta Koudelková: 11-0 / 11-1
- Nina Weckström –  Kati Tolmoff: 2-11 / 11-3 / 13-12
- Petya Nedelcheva –  Ragna Ingólfsdóttir: 11-4 / 11-2
- Susan Egelstaff –  Nina Weckström: 11-3 / 9-0
- Petya Nedelcheva –  Susan Egelstaff: 11-3 / 11-3

### Herrendoppel
- Michael Christensen /  Bo Rafn –  Orri Orn Arnason /  Tómas Viborg: 15-6 / 15-11
- Michael Lahnsteiner /  Roman Zirnwald –  Kari Fridriksson /  Brynjar Gislasson: 15-3 / 15-3
- Fridrik Veigar Gudjonsson /  Valdimar Gudmundsson –  Arthur Geir Josefsson /  Daniel Reynisson: 15-5 / 15-5
- Dennis S. Jensen /  Peter Steffensen –  Skuli Sigurdsson /  Valur Thrainsson: 15-3 / 15-5
- Michael Christensen /  Bo Rafn –  Graham Simpson /  Graeme Smith: 15-14 / 15-13
- Helgi Jóhannesson /  Sveinn Sölvason –  Michael Lahnsteiner /  Roman Zirnwald: 15-6 / 15-11
- Magnús Ingi Helgason /  Njörður Ludvigsson –  Fridrik Veigar Gudjonsson /  Valdimar Gudmundsson: 15-9 / 15-4
- Michael Christensen /  Bo Rafn –  Helgi Jóhannesson /  Sveinn Sölvason: 5-15 / 17-15 / 15-9
- Dennis S. Jensen /  Peter Steffensen –  Magnús Ingi Helgason /  Njörður Ludvigsson: 15-3 / 15-10
- Dennis S. Jensen /  Peter Steffensen –  Michael Christensen /  Bo Rafn: w.o.

### Damendoppel
- Stine Borgstrøm /  Karina Sørensen –  Thorbjorg Kristinsdottir /  Unnur Ylfa Magnusdottir: 11-0 / 11-0
- Katrín Atladóttir /  Drífa Harðardóttir –  Verena Fastenbauer /  Simone Prutsch: 11-8 / 1-11 / 11-7
- Kati Tolmoff /  Katerina Zvereva –  Tinna Helgadóttir /  Halldora Elin Johannsdottir: 5-11 / 13-11 / 11-5
- Stine Borgstrøm /  Karina Sørensen –  Ragna Ingólfsdóttir /  Sara Jónsdóttir: 11-3 / 11-6
- Kirsteen McEwan /  Rita Yuan Gao –  Vigdís Ásgeirsdóttir /  Brynja Pétursdóttir: 13-10 / 11-7
- Katrín Atladóttir /  Drífa Harðardóttir –  Kati Tolmoff /  Katerina Zvereva: 11-8 / 11-3
- Kirsteen McEwan /  Rita Yuan Gao –  Stine Borgstrøm /  Karina Sørensen: 11-7 / 13-12
- Kirsteen McEwan /  Rita Yuan Gao –  Katrín Atladóttir /  Drífa Harðardóttir: 11-3 / 11-4

### Mixed
- Roman Zirnwald /  Simone Prutsch –  Orri Orn Arnason /  Tinna Helgadóttir: 10-13 / 11-7 / 11-2
- Magnús Ingi Helgason /  Brynja Pétursdóttir –  Valur Thrainsson /  Halldora Elin Johannsdottir: 11-0 / 11-8
- Dennis S. Jensen /  Stine Borgstrøm –  Tómas Viborg /  Katrín Atladóttir: 11-3 / 11-7
- Jan Fröhlich /  Markéta Koudelková –  Fridrik Veigar Gudjonsson /  Unnur Ylfa Magnusdottir: 11-4 / 11-1
- Peter Steffensen /  Karina Sørensen –  Helgi Jóhannesson /  Drífa Harðardóttir: 11-5 / 11-2
- Njörður Ludvigsson /  Vigdís Ásgeirsdóttir –  Daniel Reynisson /  Thorbjorg Kristinsdottir: 11-3 / 11-0
- Graeme Smith /  Kirsteen McEwan –  Roman Zirnwald /  Simone Prutsch: 11-6 / 11-8
- Dennis S. Jensen /  Stine Borgstrøm –  Magnús Ingi Helgason /  Brynja Pétursdóttir: 11-0 / 11-3
- Peter Steffensen /  Karina Sørensen –  Jan Fröhlich /  Markéta Koudelková: 11-1 / 11-3
- Njörður Ludvigsson /  Vigdís Ásgeirsdóttir –  Michael Lahnsteiner /  Verena Fastenbauer: 8-11 / 11-3 / 11-2
- Dennis S. Jensen /  Stine Borgstrøm –  Graeme Smith /  Kirsteen McEwan: 11-9 / 6-11 / 13-10
- Peter Steffensen /  Karina Sørensen –  Njörður Ludvigsson /  Vigdís Ásgeirsdóttir: 11-4 / 11-5
- Dennis S. Jensen /  Stine Borgstrøm –  Peter Steffensen /  Karina Sørensen: w.o.